# Alegría social
Alegria Social es el disco de debut de The Gambas, banda madrileña que fusiona ska, rocksteady, reggae, rock con mucha ganas de fiesta y critical social. El disco de debut de The Gambas "Alegría Social", es en sí una especie de zarzuela rock-ska, basado en la vida de un personaje que es el hilo conductor en todo el disco: René Rialto
Para muchos seguidores de la banda de rock-ska The Refrescos el disco Alegría Social es considerado como el quinto álbum de la banda, siendo el posterior al "A qué piso va?" (1996) y el antecesor al "Sal y Sol" (2014) publicado de nuevo bajo la denominación The Refrescos
En este trabajo bajo el nombre de The Gambas colaboraron otros artistas como: Evaristo (La polla), Pipi (The Locos / Ska-p), Mono (Kapanga) y otros tantos (ver más abajo)

## Lista de canciones
| N.º | Título                                        | Escritor(es)                    | Duración |  |
| 1.  | «Intro»                                       | Bernardo Vázquez e Iván Pozuelo | 00:27    |  |
| 2.  | «Honrado y Pobre»                             | Bernardo Vázquez e Iván Pozuelo | 03:57    |  |
| 3.  | «Que Rule»                                    | Bernardo Vázquez e Iván Pozuelo | 03:27    |  |
| 4.  | «Bolinga»                                     | Bernardo Vázquez e Iván Pozuelo | 05:04    |  |
| 5.  | «Aguardiente»                                 | Bernardo Vázquez e Iván Pozuelo | 03:48    |  |
| 6.  | «Solo»                                        | Bernardo Vázquez e Iván Pozuelo | 05:10    |  |
| 7.  | «Vamos a lo que vamos»                        | B.Vázquez, I.Pozuelo, A.Martín  | 04:04    |  |
| 8.  | «Ciudadano Elvis»                             | Bernardo Vázquez e Iván Pozuelo | 03:47    |  |
| 9.  | «Baila»                                       | Bernardo Vázquez e Iván Pozuelo | 04:35    |  |
| 10. | «Demomafia»                                   | Bernardo Vázquez e Iván Pozuelo | 03:12    |  |
| 11. | «Rimordimiento»                               | B.Vázquez,J.A.Rivas             | 01:35    |  |
| 12. | «Fábula de la globalidad»                     | Bernardo Vázquez e Iván Pozuelo | 04:25    |  |
| 13. | «HP»                                          | Bernardo Vázquez e Iván Pozuelo | 05:08    |  |
| 14. | «Agur»                                        | Bernardo Vázquez e Iván Pozuelo | 00:31    |  |
| 15. | «Frente de liberación aborigen 1.º de Agosto» | Bernardo Vázquez e Iván Pozuelo | 05:32    |  |

## Personal[6]
The Gambas son en el disco
- Bernardo Vazquez :  Voz, guitarra y coros
- Ivan Pozuelo "Guevo"  Batería y coros
- Tomi Ñoeas :  Bajo y coros
- Lezcano :  Guitarra y coros
- Juanan :  trompeta y violín
- Luisfran :  trompeta
- Zampa :– trombón

Colaboraciones en el disco
- Evaristo: Voz en 12
- Luis Aguilé: Voz en 5
- Pipi (The Locos): Voz en 10
- Mono (Kapanga): Voz en 3
- Nico Einstein: Voz en 7
- Yolanda Yone: Voz en 15
- Txino (René Rialto): Coros y Jaleos varios  – Voz
- Martín Sampedro: Diseño y Fotografía portada CD